# Guile (Street Fighter)
Pour les articles homonymes, voir Guile.
Guile (ガイル, Gairu) est un personnage de la série de jeux de combat Street Fighter de Capcom. Il apparaît pour la première fois en 1991 dans Street Fighter II: The World Warrior. Dans les jeux, il est décrit comme un major de l'armée de l'air américaine qui cherche à venger son ami Charlie Nash, présumé mort au combat contre M. Bison.
Membre des 8 World Warriors, exhibant le drapeau américain tatoué sur ses deux bras et une coupe de cheveux légendaire, Guile fait partie des personnages les plus populaires de la série, sinon l'un des principaux. Depuis son lancement en 1991, Guile a fait partie de l'ensemble des titres de la saga, à l'exception évidente de Street Fighter Alpha: Warriors' Dreams (qui prédate la mort de son ami et donc son casus belli pour rejoindre le tournoi), mais aussi du troisième opus, dont il est totalement absent.

## Biographie
Né le 23 décembre 1960, le colonel Guile est le meilleur ami de Charlie Nash, et fait partie comme lui de l'armée de l'air américaine. Charlie enquêtait sur les connexions entre certains officiers américains et Shadaloo, l'organisation criminelle dirigée par M. Bison, et avait pour mission de rassembler des preuves de la corruption de ceux-ci. N'ayant plus donné signe de vie, Guile se lance à sa recherche.
À la fin de Street Fighter Alpha 3, Guile retrouve son ami dans la base secrète de Bison, et lui ordonne de sortir car le site va être bombardé dans moins d'une heure. Bison surgit et engage les deux américains au combat. Guile le vainc, mais le dictateur fait appel à toute l'énergie Psycho Power (le pouvoir dont il est doté) contenue dans le psycho drive, un engin destiné à canaliser ce pouvoir et en conserver l'excédent. Charlie Nash ordonne alors à Guile de s'enfuir pendant qu'il retient Bison. Guile assiste alors, impuissant, à l'explosion de la base secrète du dictateur.
Dans Street Fighter II, Guile reçoit une invitation pour participer à ce tournoi et apprend par la même occasion que Bison est toujours en vie. Il le bat une deuxième fois et se tient prêt à l'achever, quand sa femme Jane intervient, accompagnée de leur fille Amy, et lui dit : "Tuer Bison ne fera pas revenir Charlie, mais fera de toi un meurtrier tout comme lui". Guile épargne alors Bison et rentre chez lui, apaisé.
Pour les deux épisodes, Capcom indique que la fin officielle est celle de Guile. Les fins des autres personnages sont soit hypothétiques, soit se sont produites sans contredire la storyline officielle.
Guile et Charlie utilisent le même style de combat, à quelques différences près (comme Ken et Ryu). C'est Charlie qui a inventé la technique du sonic boom et Guile qui l'a fait évoluer en sonic hurricane. Les différences entre les deux comparses n'apparaissant que dans les quatrième et -surtout- cinquième opus de la franchise.

## Apparitions

### Dans la série originale
- Street Fighter II (et moutures ultérieures du titre)
- Street Fighter Alpha 2
- Street Fighter EX
- Street Fighter EX2
- Street Fighter Alpha 3
- Street Fighter EX3
- Street Fighter IV
- Street Fighter V
- Street Fighter VI

### Dans lesCrossover
- Marvel vs. Capcom 2: New Age of Heroes ;
- Capcom vs. SNK: Millennium Fight 2000
- Capcom vs. SNK 2: Mark of the Millennium 2001
- SNK vs. Capcom: SVC Chaos
- Street Fighter X Tekken
- Super Smash Bros. Ultimate en tant que Trophée aide.

### Autres apparences
- Au cinéma, Guile est le principal protagoniste du film de Steven E. de Souza, Street Fighter : L'ultime combat (1994), où il est interprété par Jean-Claude Van Damme[2],[3].
- La même année, Guile apparaît dans le film animé Street Fighter II
- Guile fait une brève apparition dans le premier épisode de Lucky☆Star.

## Ses rivaux
M. Bison (principal rival), Blade (seulement dans le film, il s'agit de Gunloc, le frère de Guile), Charlie (décédé), Abel, Ryu, Ken Masters, Chun-Li et Doctrine Dark (série EX).

## Thème musical
Le thème musical de Guile fut l'objet d'un mème Internet intitulé Guile Theme Goes with Everything qui a commencé le 24 avril 2010 sur un extrait du film Super Mario Bros.. Il consiste à présenter un court extrait vidéo, par exemple d'une série ou d'un jeu, avec le thème de Guile en fond sonore, thème qui semble être toujours adapté à la situation quel que soit l'extrait vidéo choisi.